# Saint-Cyprien (Pyrénées-Orientales)
Saint-Cyprien település Franciaországban, Pyrénées-Orientales megyében. Lakosainak száma 11 995 fő (2022. január 1.). Saint-Cyprien Canet-en-Roussillon, Alénya, Elne és Latour-Bas-Elne községekkel határos.

## Népesség
A település népessége az elmúlt években az alábbi módon változott:
| Lakosok száma | 10 716 | 10 412 | 10 781 | 10 511 | 10 844 | 11 040 | 11 048 | 11 398 | 11 995 |
|               | 2013   | 2015   | 2016   | 2017   | 2018   | 2019   | 2020   | 2021   | 2022   |